# We Are the World 25 for Haiti
We Are the World 25 for Haiti is een single van een gelegenheidsformatie van zangers en zangeressen. Het is een remake van de single We Are the World uit 1985. Net als bij de originele single ging de opbrengst van de remake naar een goed doel: de slachtoffers van de aardbeving in Haïti in 2010.

## Artiesten
- Justin Bieber
- Nicole Scherzinger
- Jennifer Hudson
- Jennifer Nettles
- Josh Groban
- Tony Bennett
- Mary J. Blige
- Michael Jackson (stock footage)
- Janet Jackson
- Barbra Streisand
- Miley Cyrus
- Enrique Iglesias
- Jamie Foxx
- Wyclef Jean
- Adam Levine
- P!nk
- BeBe Winans
- Usher
- Céline Dion
- Orianthi (gitaar)
- Fergie
- Nick Jonas
- Toni Braxton
- Mary Mary
- Isaac Slade
- Lil Wayne
- Carlos Santana (gitaar)
- Akon
- T-Pain
- LL Cool J (rap)
- Will.i.am (rap)
- Snoop Dogg (rap)
- Nipsey Hussle (rap)
- Busta Rhymes (rap)
- Swizz Beatz (rap)
- Iyaz (rap)
- Kanye West
- Jeff Bridges
- Julianne Hough

## Lijst van nummers
1. Short version
2. Long version